# Sevaberde
Sevaberde (em armênio: Սևաբերդ; romaniz.: Sevaberd), antes chamada Caracala (Կարակալա, Karakala) ou Laralala (Ղարաղալա, Łarałala), é uma aldeia do município de Acunque, da província de Cotaique, na Armênia. De acordo com o censo de 2011, havia 211 habitantes.

## História
Sevaberde está localizada a cerca de 15 quilômetros a leste da aldeia de Aboviã, na encosta das montanhas Guelama, numa área rochosa e montanhosa. Recebeu seu nome atual em 21 de junho de 1948. Suas casas são construídas em pedra e a água potável é trazida de uma distância de nove quilômetros. Em 1873, 1897, 1926, 1939, 1959, 1970 e 1989, respectivamente, tinha 403, 599, 343, 720, 503, 655, 393 e 305 residentes armênios, alguns dos quais com ancestrais vindos de Muxe e Vã, na atual Turquia, nos anos 1915-18 e 1922-25. Subsiste do cultivo de cereais. Em termos de infraestrutura, tem uma escola secundária, um clube, uma biblioteca e um posto médico. Perto de Sevaberde estão as ruínas da fortaleza medieval de Sevaberde e o reservatório de Sevaberde.